# Marignac (Alto Garona)
Marignac es una comuna francesa situada en el departamento de Alto Garona, en la región de Occitania. Tiene una población estimada, en 2019, de 490 habitantes.

## Historia
La localidad es mencionada por vez primera en la bula de constitución de la diócesis de Montauban, en 1318. En 1367 el señorío pertenecía a Géraud de Caussade, Bertrand de Faudoas y a Raymond-Arnaud de Preissac; este último, en su testamento del 15 de octubre de 1367, legó todos sus bienes a las cuatro órdenes mendicantes. Dependiente del vizcondado de Lomaña, este señorío pasó a manos de la familia Rochechouart-Barbazan con el matrimonio de Catherine de Faudoas con Antoine de Rochechouart, señor de Saint-Amant, celebrado el 15 de octubre de 1517. A finales del siglo XVII, Jean-Paul de Rochechouart-Barbazan-Astarac, marqués de Faudoas, poseía el señorío completo de Marignac.

## Patrimonio artístico
La iglesia de San Pedro y San Pablo parece ser del siglo XIV, pero ha sido muy modificada, sobre todo tras los desastres de las Guerras de Religión. De su fundación solo conserva su portal de entrada, del siglo XIV.